# Crocodylus
Crocodylus är ett av två släkten av krokodiler. Inom släktet finns det tolv arter.
- Spetskrokodil, Crocodylus acutus
- Pansarkrokodil, Crocodylus cataphractus  (Nyare DNA studier tyder på att denna art kan tillhöra ett eget släkte, Mecistops)
- Orinocokrokodil, Crocodylus intermedius
- Crocodylus johnstoni
- Filippinsk krokodil, Crocodylus mindorensis
- Moreletkrokodil, Crocodylus moreletii
- Nilkrokodil Crocodylus niloticus
- Crocodylus novaeguineae
- Sumpkrokodil, Crocodylus palustris
- Deltakrokodil, Crocodylus porosus
- Kubakrokodil, Crocodylus rhombifer
- Siamesisk krokodil, Crocodylus siamensis